# Paradoniscus aquaticus
Paradoniscus aquaticus es una especie de crustáceo isópodo terrestre de la familia Olibrinidae.

## Distribución geográfica
Es endémica de Samhah (archipiélago de Socotra).